# Hugues Ier du Perche
Hugues Ier, mort vers 1042/1044, fut seigneur de Mortagne-au-Perche, de Nogent-le-Rotrou et vicomte de Châteaudun (sous le nom de Hugues II) de 1039 à sa mort.

## Biographie
Il était fils de Geoffroy Ier, vicomte de Châteaudun, seigneur de Mortagne et de Nogent, et d'Helvise de Pithiviers.
Il est cité en 1031 dans une charte que signa son père, lors de la fondation de l'abbaye Saint-Denis de Nogent. Il est également témoin d'une autre charte de son père, qui fit une donation à ce même monastère en 1040. Ce dernier mourut peu après et Hugues lui succéda. Il mourut quelques années plus tard. 
Il avait épousé une Adila, mais qui ne lui avait pas donné d'enfants et laissa ses fiefs à son frère Rotrou II.

## Sources
- Foundation for Medieval Genealogy : comtes du Perche.
- France Balade : les vicomtes de Châteaudun.